# HMS Elizabeth (1807)
HMS Elizabeth (Корабль Его Величества «Элизабет») — 74-пушечный линейный корабль третьего ранга. Двенадцатый корабль Королевского флота, названный HMS Elizabeth в честь королевы Елизаветы I, последней из династии Тюдоров. Шестой линейный корабль типа Repulse. Относился к так называемым «обычным 74-пушечным кораблям», нёс на верхней орудийной палубе 18-фунтовые пушки. Заложен в августе 1805 года. Спущен на воду 23 мая 1807 года на частной верфи Уэллса в 
Блэкуолле. Принял участие во многих морских сражениях периода Наполеоновских войн.

## Служба
В начале ноября 1807 года Elizabeth, под командованием капитана Генри Керзона, отплыл в составе эскадры контр-адмирала сэра 
Сиднея Смита к Тахо, где 17 ноября корабли начали блокаду устья реки. 29 ноября 1807 года Elizabeth сопровождал королевскую семью Португалии до места, где от эскадры отделились три корабля (Marlborough, London и Bedford) которые должны были сопровождать королевскую семью в Бразилию. Остальные корабли эскадры Смита 6 декабря вернулись к блокаде Тахо, который теперь был занят русской эскадрой.
29 апреля 1813 года шлюпки с Eagle и Elizabeth под командованием лейтенантов Митчелла Робертса и Ричарда Гринуэя в гавани Горо атаковали торговый конвой из семи вооруженных торговых судов, груженых маслом. Четыре из них сразу попали в плен, а остальные три выбросились на берег под защитой двух береговых батарей, двух шхун и трёх канонерских лодок, которые открыли по британцам огонь из всех орудий. Несмотря на все эти трудности, одно судно было захвачено а другое уничтожено, при этом британцы потерь не понесли.
8 июня 1813 года Eagle и Elizabeth прибыли в гавань города Омаго на побережье Истрии. Капитан Гауэр, командовавший 
Elizabeth,после того, как два корабля в течение некоторого времени обстреливали береговые укрепления, отправил отряд морских пехотинцев под командованием капитана Джона Грэма и лейтенантов Томаса Прайса и Самуила Ллойда, который вскоре выбил из 
города гарнизон противника, состоящий из 100 французских солдат. В это время шлюпки с Eagle и Elizabeth, под командованием лейтенантов Митчелла Робертса, Мартина Беннетта, Ричарда Гринуэя и Уильяма Хотэма уничтожили две береговые батареи и захватили четыре судна. Эта операция была выполнена без каких-либо серьезных потерь, лишь один человек был 
ранен.
На рассвете 20 июня капитан Гауэр организовал высадку на берег десантного отряда в районе острова Приони. 50 моряков с Elizabeth, под командованием лейтенантов Робертса и Беннетта, и отряд морской пехоты под командованием капитана Грэма и лейтенанта Прайса, при поддержке лейтенанта Генри Ричарда Бернарда с подразделением вооруженных шлюпок, овладели городом и взяли в плен французский гарнизон, не понеся при этом никаких потерь.
В июле-августе 1813 года Elizabeth, в составе эскадры контр-адмирала Фримантла, принял участие в нападении на порт Риека. 3 июля огнём кораблей пыли подавлены береговые батареи, защищавшие город, после чего начался штурм Риеки. Несмотря на упорное 
сопротивление французских войск, британцы вынудили их отступить и уже к вечеру весь город оказался в руках англичан. При этом 
британцы потеряли только одного убитого и пятерых раненых.
25 мая 1814 года шлюпки с Elizabeth захватили французскую шебеку Aigle и её приз, Glorioso, в районе Корфу. Aigle был вооружен шестью пушками, гаубицей и тремя вертлюжными пушками, и имел экипаж из 40 человек. Примечательно, что Aigle было последним французским военным судном, захваченным в бою во время Наполеоновских войн.
В 1815 году Elizabeth был выведен из состава флота и отправлен в резерв. Он находился в резерве до 1820 года, пока не было принято решение отправить корабль на слом.